# 충청남도교육청교육연수원
충청남도교육청교육연수원(忠淸南道敎育廳敎育硏修院)은 지방교육자치에 관한 법률 제32조에 따라 각급학교 교원, 교육전문직, 교육행정을 담당하는 지방공무원 등의 자질함양과 창의적인 직무능력을 배양하여 교육발전에 기여하기 위한 연수업무를 관장하기 위하여 충청남도교육청 산하에 설치된 소속기관이다.